# Tekirdağ (Provinz)
Tekirdağ ist eine Provinz im europäischen Teil der Türkei. Ihre Hauptstadt ist das gleichnamige Tekirdağ.
Die Provinz hat über eine Million Einwohner auf einer Fläche von 6.190 km² (n.a.A: 6.455,04). Sie grenzt an die Provinzen Istanbul, Edirne, Çanakkale und Kırklareli.
Die Bevölkerungsdichte beträgt ca. 175 Einwohner/km². Das Kfz-Kennzeichen hat die Nummer 59.

## Verwaltungsgliederung
Tekirdağ ist seit 2012 eine Großstadt (Büyükşehir belediyesi). Nach einer Verwaltungsreform 2013 ist das Gebiet der Großstadt mit dem der Provinz identisch, in jedem der İlçe (untergeordnete staatliche Verwaltungsbezirke) besteht eine namensgleiche Kommune, die jeweils dessen gesamtes Gebiet umfasst und die der Großstadtgemeinde zugeordnet ist. Alle anderen Gemeinden (Belediye) und alle Dörfer (Köy) in den İlçes wurden aufgelöst, die ehemaligen Bürgermeister (Belediye Başkan) der Kommunen (Belediye) wurden auf den Rang eines Muhtars runtergestuft und ihr Gebiet der jeweiligen Zentralgemeinde des İlçe als Mahalle (Stadtviertel) zugeschlagen. Der Gouverneur der Provinz (Vali) ist seitdem ein reiner Staatsbeamter, die Zuständigkeiten der früheren Provinzversammlung (İl meclisi), die unter seinem Vorsitz tagte, wurden auf die Großstadtkommune übertragen. Die elf staatlichen İlçe und die entsprechenden Gemeinden sind:
| Kreis- code 1 | Landkreis İlçe  | Fläche 2 (km²) | Bevölkerung am 31.12.2020 3 | Bevölkerung am 31.12.2020 3 | Bevölkerung am 31.12.2020 3 | Anzahl der Mahalle | Bevölke rungs dichte (Einw./km²) | Sex Ratio 4 Frauen auf 1000 Männer | Grün- dungs datum 5, 6 |
| Kreis- code 1 | Landkreis İlçe  | Fläche 2 (km²) | Gesamt                      | männlich                    | weiblich                    | Anzahl der Mahalle | Bevölke rungs dichte (Einw./km²) | Sex Ratio 4 Frauen auf 1000 Männer | Grün- dungs datum 5, 6 |
| ------------- | --------------- | -------------- | --------------------------- | --------------------------- | --------------------------- | ------------------ | -------------------------------- | ---------------------------------- | ---------------------- |
| 1250          | Çerkezköy       | 86             | 185.234                     | 95.526                      | 89.708                      | 12                 | 2.153,9                          | 939                                | 1958                   |
| 1258          | Çorlu           | 531            | 279.251                     | 141.994                     | 137.257                     | 26                 | 525,9                            | 967                                |                        |
| 2094          | Ergene          | 418            | 64.820                      | 33.555                      | 31.265                      | 17                 | 155,1                            | 932                                | 2012                   |
| 1388          | Hayrabolu       | 1.009          | 31.574                      | 16.237                      | 15.337                      | 52                 | 31,3                             | 945                                |                        |
| 2095          | Kapaklı         | 182            | 124.609                     | 64.493                      | 60.116                      | 14                 | 684,7                            | 932                                | 2012                   |
| 1511          | Malkara         | 1.243          | 52.101                      | 26.564                      | 25.537                      | 77                 | 41,9                             | 961                                |                        |
| 1825          | Marmaraereğlisi | 175            | 27.061                      | 14.098                      | 12.963                      | 10                 | 154,6                            | 919                                | 1987                   |
| 1538          | Muratlı         | 388            | 29.892                      | 15.428                      | 14.464                      | 20                 | 77,0                             | 938                                | 1957                   |
| 1596          | Saray           | 620            | 50.248                      | 25.656                      | 24.592                      | 29                 | 81,0                             | 959                                |                        |
| 2096          | Süleymanpaşa    | 487            | 203.617                     | 102.559                     | 101.058                     | 31                 | 418,1                            | 985                                | 2012                   |
| 1652          | Şarköy          | 1.053          | 32.658                      | 16.477                      | 16.181                      | 73                 | 31,0                             | 982                                |                        |
| 59 Tekirdağ   | 59 Tekirdağ     | 6.190          | 1.081.065                   | 552.587                     | 528.478                     | 361                | 174,6                            | 956                                |                        |

## Bevölkerung

### Jährliche Bevölkerungsentwicklung
Nachfolgende Tabelle zeigt die jährliche Bevölkerungsentwicklung nach der Fortschreibung durch das 2007 eingeführte adressierbare Einwohnerregister (ADNKS). Zusätzlich sind die Bevölkerungswachstumsrate und das Geschlechterverhältnis (Sex Ratio d. h. die rechnerisch ermittelte Anzahl der Frauen pro 1000 Männer) aufgeführt.

| Jahr | Bevölkerung am Jahresende | Bevölkerung am Jahresende | Bevölkerung am Jahresende | Wachstums- rate der Be- völkerung (in %) | Geschlechter verhältnis (Frauen auf 1000 Männer) | Rang (unter den 81 Provinzen) |
| Jahr | gesamt                    | männlich                  | weiblich                  | Wachstums- rate der Be- völkerung (in %) | Geschlechter verhältnis (Frauen auf 1000 Männer) | Rang (unter den 81 Provinzen) |
| ---- | ------------------------- | ------------------------- | ------------------------- | ---------------------------------------- | ------------------------------------------------ | ----------------------------- |
| 2020 | 1.081.065                 | 552.587                   | 528.478                   | 2,43                                     | 956                                              | 21                            |
| 2019 | 1.055.412                 | 542.646                   | 512.766                   | 2,47                                     | 945                                              | 21                            |
| 2018 | 1.029.927                 | 527.975                   | 501.952                   | 2,43                                     | 951                                              | 21                            |
| 2017 | 1.005.463                 | 516.496                   | 488.967                   | 3,35                                     | 947                                              | 22                            |
| 2016 | 972.875                   | 499.819                   | 473.056                   | 3,73                                     | 947                                              | 23                            |
| 2015 | 937.910                   | 482.404                   | 455.506                   | 3,44                                     | 944                                              | 23                            |
| 2014 | 906.732                   | 466.956                   | 439.776                   | 3,69                                     | 942                                              | 23                            |
| 2013 | 874.475                   | 450.149                   | 424.326                   | 2,60                                     | 943                                              | 23                            |
| 2012 | 852.321                   | 439.124                   | 413.197                   | 2,70                                     | 941                                              | 23                            |
| 2011 | 829.873                   | 427.452                   | 402.421                   | 3,98                                     | 941                                              | 24                            |
| 2010 | 798.109                   | 406.744                   | 391.365                   | 1,89                                     | 962                                              | 24                            |
| 2009 | 783.310                   | 402.789                   | 380.521                   | 1,63                                     | 945                                              | 24                            |
| 2008 | 770.772                   | 398.898                   | 371.874                   | 5,82                                     | 932                                              | 25                            |
| 2007 | 728.396                   | 375.703                   | 352.693                   | –                                        | 939                                              | 27                            |

### Volkszählungsergebnisse
Nachfolgende Tabellen geben den bei den 15 Volkszählungen dokumentierten Einwohnerstand der Provinz Tekirdağ wieder. Die Werte der linken Tabelle entstammen E-Books (der Originaldokumente) entnommen, die Werte der rechten Tabelle basieren aus der Datenabfrage des Türkischen Statistikinstituts TÜIK
| Jahr | Bevölkerung am Zensustag | Bevölkerung am Zensustag | jährl. Wachs- tumsrate in % | R a n g |
| Jahr | Türkei                   | Provinz Tekirdağ         | Provinz Tekirdağ            | R a n g |
| ---- | ------------------------ | ------------------------ | --------------------------- | ------- |
| 1927 | 13.648.270               | 132.122                  |                             |         |
| 1935 | 16.158.018               | 194.252                  | 5,88                        |         |
| 1940 | 17.820.950               | 209.888                  | 1,61                        | 41      |
| 1945 | 18.790.174               | 202.606                  | −0,69                       | 42      |
| 1950 | 20.947.188               | 224.821                  | 2,19                        | 42      |
| 1955 | 24.064.763               | 251.071                  | 2,34                        | 43      |
| 1960 | 27.754.820               | 274.806                  | 1,89                        | 44      |

| Jahr | Bevölkerung am Zensustag | Bevölkerung am Zensustag | jährl. Wachs- tumsrate in % | R a n g |
| Jahr | Türkei                   | Provinz Tekirdağ         | Provinz Tekirdağ            | R a n g |
| ---- | ------------------------ | ------------------------ | --------------------------- | ------- |
| 1965 | 31.391.421               | 287.381                  | 0,92                        | 44      |
| 1970 | 35.605.176               | 302.946                  | 1,08                        | 49      |
| 1975 | 40.347.719               | 319.987                  | 1,13                        | 51      |
| 1980 | 44.736.957               | 360.742                  | 2,55                        | 49      |
| 1985 | 50.664.458               | 402.721                  | 2,33                        | 47      |
| 1990 | 56.473.035               | 468.842                  | 3,28                        | 42      |
| 2000 | 67.803.927               | 623.591                  | 3,30                        | 36      |

Anzahl der Provinzen bezogen auf die Censusjahre:
- 1927, 1940 bis 1950: 63 Provinzen
- 1935: 57 Provinzen
- 1955: 67 Provinzen
- 1960 bis 1985: 73 Provinzen
- 1990: 73 Provinzen
- 2000: 81 Provinzen

### Detaillierte Volkszählungsergebnisse
| Jahr | Gesamtbevölkerung | Gesamtbevölkerung | Gesamtbevölkerung | Stadtbevölkerung            | Stadtbevölkerung            | Stadtbevölkerung            | Stadtbevölkerung            | Landbevölkerung             | Landbevölkerung             | Landbevölkerung             | Landbevölkerung             |
| Jahr | Gesamt            | männlich          | weiblich          | Gesamt                      | %                           | männlich                    | weiblich                    | Gesamt                      | %                           | männlich                    | weiblich                    |
| ---- | ----------------- | ----------------- | ----------------- | --------------------------- | --------------------------- | --------------------------- | --------------------------- | --------------------------- | --------------------------- | --------------------------- | --------------------------- |
| 1927 | 132.122           | 65.900            | 66.222            | 34.811                      | 26,35                       | 18.308                      | 16.503                      | 97.311                      | 73,65                       | 47.592                      | 49.719                      |
| 1935 | 194.252           | 100.191           | 94.061            | 49.139                      | 25,30                       | 26.891                      | 22.248                      | 145.113                     | 74,70                       | 73.300                      | 71.813                      |
| 1940 | 209.888           | 106.742           | 103.146           | 51.994                      | 24,77                       | 29.104                      | 22.890                      | 157.894                     | 75,23                       | 77.638                      | 80.256                      |
| 1945 | 202.606           | 100.908           | 101.698           | 43.990                      | 21,71                       | 22.913                      | 21.077                      | 158.616                     | 78,29                       | 77.995                      | 80.621                      |
| 1950 | 224.821           |                   |                   | 45.694                      | 20,32                       |                             |                             | 179.127                     | 79,68                       |                             |                             |
| 1955 | 251.071           | 127.925           | 123.146           | 55.846                      | 22,24                       | 30.080                      | 25.766                      | 195.225                     | 77,76                       | 97.845                      | 97.380                      |
| 1960 | 274.806           | 143.013           | 131.793           | 84.896                      | 30,89                       | 48.011                      | 36.885                      | 189.910                     | 69,11                       | 95.002                      | 94.908                      |
| 1965 | 287.381           | 150.140           | 137.241           | 96.897                      | 33,72                       | 55.372                      | 41.525                      | 190.484                     | 66,28                       | 94.768                      | 95.716                      |
| 1970 | 302.946           | 159.917           | 143.029           | 117.351                     | 38,74                       | 69.261                      | 48.090                      | 185.595                     | 61,26                       | 90.656                      | 94.939                      |
| 1975 | 319.987           | 170.643           | 149.344           | 137.332                     | 42,92                       | 79.098                      | 58.234                      | 182.655                     | 57,08                       | 91.545                      | 91.110                      |
| 1980 | 360.742           | 193.734           | 167.008           | 167.270                     | 46,37                       | 97.236                      | 70.034                      | 193.472                     | 53,63                       | 96.498                      | 96.974                      |
| 1985 | 402.721           | 218.786           | 183.935           | 205.678                     | 51,07                       | 118.199                     | 87.479                      | 197.043                     | 48,93                       | 100.587                     | 96.456                      |
| 1990 | 468.842           | 250.743           | 218.099           | 258.940                     | 55,23                       | 141.092                     | 117.848                     | 209.902                     | 44,77                       | 109.651                     | 100.251                     |
| 2000 | 623.591           | 326.399           | 297.192           | 395.377                     | 63,40                       | 206.507                     | 188.870                     | 228.214                     | 36,60                       | 119.892                     | 108.322                     |
| 2011 | 824.223           | 424.345           | 399.878           | Keine detaillierten Angaben | Keine detaillierten Angaben | Keine detaillierten Angaben | Keine detaillierten Angaben | Keine detaillierten Angaben | Keine detaillierten Angaben | Keine detaillierten Angaben | Keine detaillierten Angaben |

## Persönlichkeiten
- Serdar Kulbilge (* 1980), türkischer Fußball-Torhüter
- Artasches Harutunian (1873–1915), armenischer Schriftsteller